# Bleida
Bleida  (in arabo ابليدة‎?) è un centro abitato e comune rurale del Marocco situato nella provincia di Zagora, regione di Drâa-Tafilalet. Conta una popolazione di 4 629 abitanti (censimento 2014).